# Pearl Queen
Pearl Queen, född 27 februari 2003, är en fransk varmblodig travhäst. Hon tränades och kördes av Thierry Duvaldestin.
Pearl Queen började tävla 2005 och tog inledningsvis en fjärdeplats innan hon radade upp fyra raka segrar, hon var obesegrad under säsongen 2006 där hon vann 14 av 14 starter. Hon sprang under sin karriär in 1,3 euro på 40 starter varav 23 segrar, 3 andraplatser och 3 tredjeplats. Hon tog karriärens största seger i Critérium des 3 ans (2006).
Hon har även segrat i Prix Gélinotte (2006), Prix Roquépine (2006), Critérium des Jeunes (2006), Prix Masina (2006), Prix Ozo (2006), Prix Albert-Viel (2006), Prix Henri Cravoisier (2006), Prix Guy Deloison (2006), Prix Uranie (2006), Prix de l'Étoile (2006), Europeiskt treåringschampionat (2006), Prix Reine du Corta (2006), Prix Annick Dreux (2006), Prix Éphrem Houel (2007), Prix Paul Leguerney (2007), Prix Gaston de Wazières (2007) och Prix de Sélection (2007). Samt kommit på andraplats i Prix Vourasie (2005), Prix de Tonnac-Villeneuve (2007), Prix Charles Tiercelin (2007) samt på tredjeplats i Prix Paul Buquet (2007), Prix de Croix (2008) och Prix Ovide Moulinet (2008).

## Statistik
| Statistik för Pearl Queen (Ref.) | Statistik för Pearl Queen (Ref.) | Statistik för Pearl Queen (Ref.) | Statistik för Pearl Queen (Ref.) | Statistik för Pearl Queen (Ref.) | Statistik för Pearl Queen (Ref.) |
| -------------------------------- | -------------------------------- | -------------------------------- | -------------------------------- | -------------------------------- | -------------------------------- |
| Starter                          | Placeringar                      | Startprissumma                   | Segerprocent                     | Platsprocent                     | Rekord                           |
| 40                               | 23-3-3                           | 1 366 130 euro                   | 58 %                             | 73 %                             | 1.11,4ak,                        |

### Större segrar
| År   | Lopp                           | Kusk                | Vinstbelopp | Grupp   |
| ---- | ------------------------------ | ------------------- | ----------- | ------- |
| 2006 | Prix Gélinotte                 | Thierry Duvaldestin | 50 000 EUR  | Grupp 2 |
| 2006 | Prix Roquépine                 | Thierry Duvaldestin | 50 000 EUR  | Grupp 2 |
| 2006 | Critérium des Jeunes           | Thierry Duvaldestin | 80 000 EUR  | Grupp 1 |
| 2006 | Prix Masina                    | Thierry Duvaldestin | 50 000 EUR  | Grupp 2 |
| 2006 | Prix Ozo                       | Thierry Duvaldestin | 50 000 EUR  | Grupp 2 |
| 2006 | Prix Albert-Viel               | Thierry Duvaldestin | 100 000 EUR | Grupp 1 |
| 2006 | Prix Henri Cravoisier          | Thierry Duvaldestin | 40 000 EUR  | Grupp 3 |
| 2006 | Prix Guy Deloison              | Thierry Duvaldestin | 50 000 EUR  | Grupp 2 |
| 2006 | Prix Uranie                    | Thierry Duvaldestin | 50 000 EUR  | Grupp 2 |
| 2006 | Prix de l'Étoile               | Thierry Duvaldestin | 120 000 EUR | Grupp 1 |
| 2006 | Europeiskt treåringschampionat | Thierry Duvaldestin | 50 000 EUR  | Grupp 1 |
| 2006 | Prix Reine du Corta            | Thierry Duvaldestin | 50 000 EUR  | Grupp 2 |
| 2006 | Prix Annick Dreux              | Thierry Duvaldestin | 50 000 EUR  | Grupp 2 |
| 2006 | Critérium des 3 ans            | Thierry Duvaldestin | 120 000 EUR | Grupp 1 |
| 2007 | Prix Éphrem Houel              | Thierry Duvaldestin | 50 000 EUR  | Grupp 2 |
| 2007 | Prix Paul Leguerney            | Thierry Duvaldestin | 50 000 EUR  | Grupp 2 |
| 2007 | Prix Gaston de Wazières        | Thierry Duvaldestin | 50 000 EUR  | Grupp 2 |
| 2007 | Prix de Sélection              | Thierry Duvaldestin | 120 000 EUR | Grupp 1 |